# Вестберг, Пер
Пер Эрик Вестберг (швед. Per Erik Wästberg; род. 20 ноября 1933, Стокгольм) — шведский писатель, член Шведской академии с 1997 года. Вестберг родился в Стокгольме. Получил степень по литературе в университете Уппсалы. В 1976—1982 годах он был главным редактором крупнейшей ежедневной газеты Швеции «Дагенс Нюхетер», а с 1953 года является её автором.

## Политическая жизнь
Вестберг активно выступает за права человека. Он был президентом Международного ПЕН-клуба с 1979 по 1986 год и основателем шведского отделения Amnesty International (1964). Он так же был вовлечён в антиколониальное движение. Он был особенно активен в борьбе против Апартеида в Южной Африке, где стал близким другом Надин Гордимер. С 1997 года является членом Шведской академии.
Он был выслан правительством Родезии в 1959 году, а после публикации его книги против апартеида «På svarta listan» («В чёрном списке») в 1960 году ему был запрещен въезд как в Родезию, так и в Южную Африку. Он вернулся в Южную Африку только в 1990 году, после освобождения из тюрьмы Нельсона Манделы.
В августе 2022 года покинул Amnesty International
«Я являюсь членом организации уже почти шестьдесят лет. С тяжелым сердцем я, из-за заявлений Amnesty о войне в Украине, заканчиваю свое долгое и плодотворное сотрудничество»

## Список опубликованных работ

### Романы
- Pojke med såpbubblor (1949)
- Ett gammalt skuggspel (1952)
- Halva kungariket (1955)
- Arvtagaren (1958)
- Vattenslottet (1968)
- Luftburen (1969)
- Jordmånen (1972)
- Eldens skugga (1986)
- Bergets källa (1987)
- Ljusets hjärta (1991)
- Vindens låga (1993)
- Anders Sparrmans resa: en biografisk roman (2008)

### Поэзия
- Tio atmosfärer (1963)
- Enkel resa (1964)
- En avlägsen likhet (1983)
- Frusna tillgångar (1990)
- Förtöjningar (1995)
- Tre rader (1998)
- Raderingar (1999)
- Fortifikationer (2001)
- Tillbaka i tid (2004)

### Об Африке и третьем мире
- Förbjudet område (1960)
- På svarta listan (1960)
- Afrika berättar (1961)
- Afrika-ett uppdrag (1976)
- I Sydafrika — resan till friheten (1995)
- Modern afrikansk litteratur  (1969)
- Afrikansk poesi (1971)
- Resor, intervjuver, porträtt, politiska analyser från en långvarig vistelse i Sydafrika (1994)

### Биография и эссе
- Ernst och Mimmi, biografi genom brev (1964)
- Alice och Hjördis Två systrar (1994)
- En dag på världsmarknaden (1967)
- Berättarens ögonblick (1977)
- Obestämda artiklar (1981)
- Bestämda artiklar (1982)
- Frukost med Gerard (1992)
- Lovtal (1996)
- Ung mans dagbok (1996)
- Ung författares dagbok (1997)
- Duvdrottningen (1998)
- Edith Whartons hemliga trädgård (2000)
- Övergångsställen (2002)
- Ute i livet : en memoar (1980—1994) (2012)
- Gustaf Adolf Lysholm : diktare, drömmare, servitör — en biografi (2013)
- Per Wästbergs Stockholm (2013)
- Lovord (2014)
- Erik och Margot : en kärlekshistoria (2014)
- Mellanblad (2015)